# مینروا (جغد)
مینِرواها (نام علمی: Minerva) یک سرده منقرض‌شده از جغدها در تیرهٔ پیشاتاریخ Protostrigidae از ائوسن آمریکای شمالی است. برخی از استخوان‌های مینروا که در سال ۱۹۱۵ توسط آردبلیو شوفلد (RW Shufeldt) توصیف شد، توسط الکساندر وتمور در سال ۱۹۳۳ به عنوان وابسته به یک پستاندار شگفت‌بندان تعبیر شد که استخوان‌های برجای‌مانده را به سردهٔ جدید پیش‌جغدها (Protostrix)) اختصاص داد. تجزیه و تحلیل در سال ۱۹۸۳ نشان داد که از سردهٔ Minerva پرندگان بود.